# Eslovaquia en los Juegos Paralímpicos de Tokio 2020
Eslovaquia estuvo representada en los Juegos Paralímpicos de Tokio 2020 por un total de veintisiete deportistas, veinte hombres y siete mujeres.

## Medallistas
El equipo paralímpico eslovaco obtuvo las siguientes medallas:
| Nombre                                              | Deporte           | Evento                                   |
| --------------------------------------------------- | ----------------- | ---------------------------------------- |
| Oro                                                 |                   |                                          |
| Samuel Andrejčík                                    | Bochas            | Individual BC4 mixto                     |
| Michaela Balcová Martin Strehársky Samuel Andrejčík | Bochas            | Dobles BC4 mixto                         |
| Jozef Metelka                                       | Ciclismo en pista | Persecución individual C4 masculino      |
| Patrik Kuril                                        | Ciclismo en ruta  | Contrarreloj C4 masculino                |
| Veronika Vadovičová                                 | Tiro              | Rifle en posición tendida 50 m SH1 mixto |
| Plata                                               |                   |                                          |
| Jozef Metelka                                       | Ciclismo en ruta  | Contrarreloj C4 masculino                |
| Alena Kánová                                        | Tenis de mesa     | Individual 3 femenino                    |
| Bronce                                              |                   |                                          |
| Marián Kuřeja                                       | Atletismo         | Maza F51 masculino                       |
| Jozef Metelka                                       | Ciclismo en pista | 1 km contrarreloj C4-5 masculino         |
| Martin Ludrovský Ján Riapoš                         | Tenis de mesa     | Equipo 1-2 masculino                     |
| Boris Trávníček Peter Mihálik                       | Tenis de mesa     | Equipo 4-5 masculino                     |